# 闽北白鹅
闽北白鹅是中国福建省的家鹅地方品种，为福建省级畜禽遗传资源保护品种。
闽北白鹅主产于南平市的武夷山、松溪、政和、浦城、建阳、建瓯等地。1982年，闽北白鹅饲养量为60万只。2007年末，闽北白鹅存栏数不足0.5万羽。
闽北白鹅属小型肉用鹅种，全身为白色，喙、胫、蹼均为桔黄色，虹彩呈灰蓝色。
闽北白鹅年产蛋3～4窝，每窝产蛋平均8～12枚，平均蛋重150克以上。